# NARC (jeu vidéo, 1988)
Pour les articles homonymes, voir NARC.
NARC est un jeu vidéo créé par la société américaine Williams Electronics Games, sorti en 1988 sur borne d'arcade. Le jeu a été conçu par Eugene Jarvis.
Il est le premier jeu d'arcade à incorporer un processeur 32-bit. Les graphismes sont basés sur des images digitalisées, une technique plus tard popularisée par la série Mortal Kombat.
Le jeu a été adapté sur divers systèmes familiaux en 1990 et a connu une suite en 2005 avec NARC.

## Système de jeu
NARC est un jeu d'action à défilement horizontal sanglant jouable à deux en coopération. Il met en scène les officiers Max Force et Hit Man appartenant à la Narcs, une police d'élite chargée de débarrasser la ville des junkies, punks, psychopathes et meurtriers à grand renfort de mitraillettes et de lance-roquettes. Le boss de fin est Mr. Big, le baron de la drogue. Il faut d'abord le réduire à l'état de squelette avant de tirer sur chacune de ses vertèbres.

## Versions
Le jeu a été adapté en 1990 sur la console NES (Rare/Acclaim) et les ordinateurs Amiga, Amstrad CPC, Atari ST, Commodore 64, ZX Spectrum (Ocean Software). Il est apparu dans la compilation Midway Arcade Treasures, disponible à partir de 2004 sur GameCube, PlayStation 2, Xbox et Windows, et est également à débloquer dans NARC (2005).